# European Rugby Champions Cup 2018/19
Der European Rugby Champions Cup 2018/19 (aus Sponsoringgründen Heineken Champions Cup genannt) war die fünfte Ausgabe des European Rugby Champions Cup, des wichtigsten europäischen Pokalwettbewerbs im Rugby Union. Es waren 20 Teams aus fünf Ländern beteiligt. Der Wettbewerb begann am 12. Oktober 2018, das Finale fand am 11. Mai 2019 im St. James’ Park in Newcastle upon Tyne statt. Den Titel gewann das englische Team Saracens.

## Teilnehmer
19 der 20 qualifizierten Mannschaften verteilten sich wie folgt:
- die ersten sechs der English Premiership (englische Meisterschaft);
- die ersten sechs der Top 14 (französische Meisterschaft);
- die sieben besten irischen, schottischen, walisischen und italienischen Franchises der Pro14, einschließlich eines Barrageplatzes;
- der 20. Platz ging an den Finalverlierer des Challenge Cup 2017/18.

## Modus
Es gab fünf Gruppen mit je vier Teams. Jedes Team spielte je ein Heim- und ein Auswärtsspiel gegen die drei Gruppengegner. In der Gruppenphase erhielten die Teams:
- vier Punkte für einen Sieg
- zwei Punkte für ein Unentschieden
- einen Bonuspunkt bei vier oder mehr Versuchen
- einen Bonuspunkt bei einer Niederlage mit sieben oder weniger Punkten Differenz

Für das Viertelfinale qualifizierten sich die fünf Gruppensieger (nach Anzahl gewonnener Punkte auf den Plätzen 1–5 klassiert) und die drei besten Gruppenzweiten (auf den Plätzen 6–8 klassiert). Teams auf den Plätzen 1–4 hatten im Viertelfinale Heimrecht. Es spielte der Erste gegen den Achten, der Zweite gegen den Siebten, der Dritte gegen den Sechsten und der Vierte gegen den Fünften.

## Auslosung
Die Teilnehmer wurden am 20. Juni 2018 in Lausanne den Vorrundengruppen zugelost. Die Setzreihenfolge basierte auf der Leistung in den jeweiligen Meisterschaften.
| Topf 1 | Leinster Rugby   | Castres Olympique | Saracens                     | Scarlets         | Montpellier Hérault Rugby |
| Topf 2 | Wasps RFC        | Exeter Chiefs     | Glasgow Warriors             | Racing 92        | Newcastle Falcons         |
| Topf 3 | Stade Toulousain | Munster Rugby     | Lyon Olympique Universitaire | Leicester Tigers | Edinburgh Rugby           |
| Topf 4 | Bath Rugby       | Gloucester Rugby  | Cardiff Blues                | Ulster Rugby     | RC Toulon                 |

## Gruppenphase

### Gruppe 1
|    | Team             | Spiele | Siege | Unent. | Ndlg. | Spiel- punkte | Diff. | Bonus- punkte | Tabellen- punkte |
| -- | ---------------- | ------ | ----- | ------ | ----- | ------------- | ----- | ------------- | ---------------- |
| 1. | Leinster Rugby   | 6      | 5     | 0      | 1     | 204:88        | + 116 | 5             | 25               |
| 2. | Stade Toulousain | 6      | 5     | 0      | 1     | 149:136       | + 13  | 1             | 21               |
| 3. | Bath Rugby       | 6      | 1     | 1      | 4     | 115:152       | - 37  | 4             | 10               |
| 4. | Wasps RFC        | 6      | 0     | 1      | 5     | 116:208       | − 92  | 2             | 4                |

| 12. Oktober 2018 19:45 WESZ | Leinster Rugby | 52 : 3 | Wasps RFC | RDS Arena, Dublin Zuschauer: 18.055 Schiedsrichter: Romain Poite (Frankreich) |
| 12. Oktober 2018 19:45 WESZ | (14:3) Bericht |        |           | RDS Arena, Dublin Zuschauer: 18.055 Schiedsrichter: Romain Poite (Frankreich) |

| 13. Oktober 2018 13:00 WESZ | Bath Rugby      | 20 : 22 | Stade Toulousain | Recreation Ground, Bath Zuschauer: 12.284 Schiedsrichter: Andrew Brace (Irland) |
| 13. Oktober 2018 13:00 WESZ | (17:12) Bericht |         |                  | Recreation Ground, Bath Zuschauer: 12.284 Schiedsrichter: Andrew Brace (Irland) |

| 20. Oktober 2018 15:15 WESZ | Wasps RFC      | 35 : 35 | Bath Rugby | Ricoh Arena, Coventry Zuschauer: 15.221 Schiedsrichter: Jérôme Garcès (Frankreich) |
| 20. Oktober 2018 15:15 WESZ | (7:21) Bericht |         |            | Ricoh Arena, Coventry Zuschauer: 15.221 Schiedsrichter: Jérôme Garcès (Frankreich) |

| 21. Oktober 2018 16:15 MESZ | Stade Toulousain | 28 : 27 | Leinster Rugby | Stade Ernest-Wallon, Toulouse Zuschauer: 17.852 Schiedsrichter: Wayne Barnes (England) |
| 21. Oktober 2018 16:15 MESZ | (21:13) Bericht  |         |                | Stade Ernest-Wallon, Toulouse Zuschauer: 17.852 Schiedsrichter: Wayne Barnes (England) |

| 8. Dezember 2018 15:15 WEZ | Bath Rugby    | 10 : 17 | Leinster Rugby | Recreation Ground, Bath Zuschauer: 14.429 Schiedsrichter: Mathieu Reynal (Frankreich) |
| 8. Dezember 2018 15:15 WEZ | (7:7) Bericht |         |                | Recreation Ground, Bath Zuschauer: 14.429 Schiedsrichter: Mathieu Reynal (Frankreich) |

| 8. Dezember 2018 17:30 WEZ | Wasps RFC       | 16 : 24 | Stade Toulousain | Ricoh Arena, Coventry Zuschauer: 13.599 Schiedsrichter: Nigel Correll (Irland) |
| 8. Dezember 2018 17:30 WEZ | (13:11) Bericht |         |                  | Ricoh Arena, Coventry Zuschauer: 13.599 Schiedsrichter: Nigel Correll (Irland) |

| 15. Dezember 2018 16:15 MEZ | Stade Toulousain | 42 : 27 | Wasps RFC | Stade Ernest-Wallon, Toulouse Zuschauer: 16.737 Schiedsrichter: Nigel Owens (Wales) |
| 15. Dezember 2018 16:15 MEZ | (22:20) Bericht  |         |           | Stade Ernest-Wallon, Toulouse Zuschauer: 16.737 Schiedsrichter: Nigel Owens (Wales) |

| 15. Dezember 2018 17:30 WEZ | Leinster Rugby  | 42 : 15 | Bath Rugby | Aviva Stadium, Dublin Zuschauer: 40.261 Schiedsrichter: Pascal Gaüzère (Frankreich) |
| 15. Dezember 2018 17:30 WEZ | (28:10) Bericht |         |            | Aviva Stadium, Dublin Zuschauer: 40.261 Schiedsrichter: Pascal Gaüzère (Frankreich) |

| 12. Januar 2019 13:00 WEZ | Leinster Rugby | 29 : 13 | Stade Toulousain | RDS Arena, Dublin Zuschauer: 18.493 Schiedsrichter: Luke Pearce (England) |
| 12. Januar 2019 13:00 WEZ | (10:6) Bericht |         |                  | RDS Arena, Dublin Zuschauer: 18.493 Schiedsrichter: Luke Pearce (England) |

| 12. Januar 2019 15:15 WEZ | Bath Rugby      | 18 : 16 | Wasps RFC | Recreation Ground, Bath Zuschauer: 13.307 Schiedsrichter: Craig Evans (Wales) |
| 12. Januar 2019 15:15 WEZ | (12:10) Bericht |         |           | Recreation Ground, Bath Zuschauer: 13.307 Schiedsrichter: Craig Evans (Wales) |

| 20. Januar 2019 15:15 WEZ | Wasps RFC      | 19 : 37 | Leinster Rugby | Ricoh Arena, Coventry Zuschauer: 16.002 Schiedsrichter: Mike Adamson (Schottland) |
| 20. Januar 2019 15:15 WEZ | (0:20) Bericht |         |                | Ricoh Arena, Coventry Zuschauer: 16.002 Schiedsrichter: Mike Adamson (Schottland) |

| 20. Januar 2019 16:15 MEZ | Stade Toulousain | 20 : 17 | Bath Rugby | Stade Ernest-Wallon, Toulouse Zuschauer: 18.754 Schiedsrichter: George Clancy (Irland) |
| 20. Januar 2019 16:15 MEZ | (17:3) Bericht   |         |            | Stade Ernest-Wallon, Toulouse Zuschauer: 18.754 Schiedsrichter: George Clancy (Irland) |

### Gruppe 2
|    | Team              | Spiele | Siege | Unent. | Ndlg. | Spiel- punkte | Diff. | Bonus- punkte | Tabellen- punkte |
| -- | ----------------- | ------ | ----- | ------ | ----- | ------------- | ----- | ------------- | ---------------- |
| 1. | Munster Rugby     | 6      | 4     | 1      | 1     | 138:72        | + 66  | 3             | 21               |
| 2. | Exeter Chiefs     | 6      | 2     | 1      | 3     | 124:104       | + 20  | 4             | 14               |
| 3. | Castres Olympique | 6      | 3     | 0      | 3     | 97:142        | - 45  | 2             | 14               |
| 4. | Gloucester Rugby  | 6      | 2     | 0      | 4     | 122:163       | - 41  | 1             | 9                |

| 13. Oktober 2018 15:15 WESZ | Exeter Chiefs  | 10 : 10 | Munster Rugby | Sandy Park, Exeter Zuschauer: 12.749 Schiedsrichter: Jérôme Garcès (Frankreich) |
| 13. Oktober 2018 15:15 WESZ | (10:3) Bericht |         |               | Sandy Park, Exeter Zuschauer: 12.749 Schiedsrichter: Jérôme Garcès (Frankreich) |

| 14. Oktober 2018 13:00 WESZ WESZ | Gloucester Rugby | 19 : 14 | Castres Olympique | Kingsholm Stadium, Gloucester Zuschauer: 9.993 Schiedsrichter: Marius Mitrea (Italien) |
| 14. Oktober 2018 13:00 WESZ WESZ | (13:6) Bericht   |         |                   | Kingsholm Stadium, Gloucester Zuschauer: 9.993 Schiedsrichter: Marius Mitrea (Italien) |

| 20. Oktober 2018 13:00 WESZ | Munster Rugby  | 36 : 22 | Gloucester Rugby | Thomond Park, Limerick Zuschauer: 23.068 Schiedsrichter: Alexandre Ruiz (Frankreich) |
| 20. Oktober 2018 13:00 WESZ | (15:3) Bericht |         |                  | Thomond Park, Limerick Zuschauer: 23.068 Schiedsrichter: Alexandre Ruiz (Frankreich) |

| 20. Oktober 2018 14:00 MESZ | Castres Olympique | 29 : 25 | Exeter Chiefs | Stade Pierre-Fabre, Castres Zuschauer: 9.600 Schiedsrichter: Andrew Brace (Irland) |
| 20. Oktober 2018 14:00 MESZ | (19:19) Bericht   |         |               | Stade Pierre-Fabre, Castres Zuschauer: 9.600 Schiedsrichter: Andrew Brace (Irland) |

| 8. Dezember 2018 13:00 WEZ | Exeter Chiefs  | 19 : 27 | Gloucester Rugby | Sandy Park, Exeter Zuschauer: 11.762 Schiedsrichter: Paul Gaüzère (Frankreich) |
| 8. Dezember 2018 13:00 WEZ | (5:10) Bericht |         |                  | Sandy Park, Exeter Zuschauer: 11.762 Schiedsrichter: Paul Gaüzère (Frankreich) |

| 9. Dezember 2018 13:00 WEZ | Munster Rugby | 30 : 5 | Castres Olympique | Thomond Park, Limerick Zuschauer: 21.861 Schiedsrichter: JP Doyle (England) |
| 9. Dezember 2018 13:00 WEZ | (6:0) Bericht |        |                   | Thomond Park, Limerick Zuschauer: 21.861 Schiedsrichter: JP Doyle (England) |

| 14. Dezember 2018 19:45 WEZ | Gloucester Rugby | 17 : 29 | Exeter Chiefs | Kingsholm Stadium, Gloucester Zuschauer: 11.905 Schiedsrichter: Mathieu Raynal (Frankreich) |
| 14. Dezember 2018 19:45 WEZ | (5:14) Bericht   |         |               | Kingsholm Stadium, Gloucester Zuschauer: 11.905 Schiedsrichter: Mathieu Raynal (Frankreich) |

| 15. Dezember 2018 18:30 MEZ | Castres Olympique | 13 : 12 | Munster Rugby | Stade Pierre-Fabre, Castres Zuschauer: 9.746 Schiedsrichter: Wayne Barnes (England) |
| 15. Dezember 2018 18:30 MEZ | (10:6) Bericht    |         |               | Stade Pierre-Fabre, Castres Zuschauer: 9.746 Schiedsrichter: Wayne Barnes (England) |

| 11. Januar 2019 19:45 WEZ | Gloucester Rugby | 15 : 41 | Munster Rugby | Kingsholm Stadium, Gloucester Zuschauer: 15.500 Schiedsrichter: Romain Poite (Frankreich) |
| 11. Januar 2019 19:45 WEZ | (3:20) Bericht   |         |               | Kingsholm Stadium, Gloucester Zuschauer: 15.500 Schiedsrichter: Romain Poite (Frankreich) |

| 13. Januar 2019 13:00 WEZ | Exeter Chiefs  | 34 : 12 | Castres Olympique | Sandy Park, Exeter Zuschauer: 11.800 Schiedsrichter: George Clancy (Irland) |
| 13. Januar 2019 13:00 WEZ | (17:5) Bericht |         |                   | Sandy Park, Exeter Zuschauer: 11.800 Schiedsrichter: George Clancy (Irland) |

| 19. Januar 2019 17:30 WEZ | Munster Rugby | 9 : 7 | Exeter Chiefs | Thomond Park, Limerick Zuschauer: 26.276 Schiedsrichter: Jérôme Garcès (Frankreich) |
| 19. Januar 2019 17:30 WEZ | (6:7) Bericht |       |               | Thomond Park, Limerick Zuschauer: 26.276 Schiedsrichter: Jérôme Garcès (Frankreich) |

| 19. Januar 2019 18:30 MEZ | Castres Olympique | 24 : 22 | Gloucester Rugby | Stade Pierre-Fabre, Castres Zuschauer: 9.048 Schiedsrichter: Nigel Owens (Wales) |
| 19. Januar 2019 18:30 MEZ | (7:14) Bericht    |         |                  | Stade Pierre-Fabre, Castres Zuschauer: 9.048 Schiedsrichter: Nigel Owens (Wales) |

### Gruppe 3
|    | Team                         | Spiele | Siege | Unent. | Ndlg. | Spiel- punkte | Diff. | Bonus- punkte | Tabellen- punkte |
| -- | ---------------------------- | ------ | ----- | ------ | ----- | ------------- | ----- | ------------- | ---------------- |
| 1. | Saracens                     | 6      | 6     | 0      | 0     | 185:81        | + 104 | 4             | 28               |
| 2. | Glasgow Warriors             | 6      | 4     | 0      | 2     | 147:119       | + 28  | 3             | 19               |
| 3. | Cardiff Blues                | 6      | 2     | 0      | 4     | 138:174       | − 36  | 2             | 10               |
| 4. | Lyon Olympique Universitaire | 6      | 0     | 0      | 6     | 87:183        | − 96  | 0             | 0                |

| 14. Oktober 2018 14:00 MESZ | Lyon Olympique Universitaire | 21 : 30 | Cardiff Blues | Matmut Stadium Gerland, Lyon Zuschauer: 12.197 Schiedsrichter: JP Doyle (England) |
| 14. Oktober 2018 14:00 MESZ | (16:14) Bericht              |         |               | Matmut Stadium Gerland, Lyon Zuschauer: 12.197 Schiedsrichter: JP Doyle (England) |

| 14. Oktober 2018 15:15 WESZ | Glasgow Warriors | 3 : 13 | Saracens | Scotstoun Stadium, Glasgow Zuschauer: 7.351 Schiedsrichter: Mathieu Raynal (Frankreich) |
| 14. Oktober 2018 15:15 WESZ | (3:13) Bericht   |        |          | Scotstoun Stadium, Glasgow Zuschauer: 7.351 Schiedsrichter: Mathieu Raynal (Frankreich) |

| 20. Oktober 2018 17:30 WESZ | Saracens       | 29 : 10 | Lyon Olympique Universitaire | Allianz Park, London Zuschauer: 10.000 Schiedsrichter: George Clancy (Irland) |
| 20. Oktober 2018 17:30 WESZ | (17:3) Bericht |         |                              | Allianz Park, London Zuschauer: 10.000 Schiedsrichter: George Clancy (Irland) |

| 21. Oktober 2018 15:15 WESZ | Cardiff Blues  | 12 : 29 | Glasgow Warriors | Cardiff Arms Park, Cardiff Zuschauer: 9.497 Schiedsrichter: Luke Pearce (England) |
| 21. Oktober 2018 15:15 WESZ | (0:15) Bericht |         |                  | Cardiff Arms Park, Cardiff Zuschauer: 9.497 Schiedsrichter: Luke Pearce (England) |

| 8. Dezember 2018 14:00 MEZ | Lyon Olympique Universitaire | 22 : 42 | Glasgow Warriors | Matmut Stadium Gerland, Lyon Zuschauer: 12.667 Schiedsrichter: Matthew Carley (England) |
| 8. Dezember 2018 14:00 MEZ | (10:20) Bericht              |         |                  | Matmut Stadium Gerland, Lyon Zuschauer: 12.667 Schiedsrichter: Matthew Carley (England) |

| 9. Dezember 2018 13:00 WEZ | Saracens        | 51 : 25 | Cardiff Blues | Allianz Park, London Zuschauer: 8.528 Schiedsrichter: Romain Poite (Frankreich) |
| 9. Dezember 2018 13:00 WEZ | (13:18) Bericht |         |               | Allianz Park, London Zuschauer: 8.528 Schiedsrichter: Romain Poite (Frankreich) |

| 14. Dezember 2018 13:00 WEZ | Glasgow Warriors | 21 : 10 | Lyon Olympique Universitaire | Scotstoun Stadium, Glasgow Zuschauer: 7.351 Schiedsrichter: Ben Whitehouse (Wales) |
| 14. Dezember 2018 13:00 WEZ | (18:3) Bericht   |         |                              | Scotstoun Stadium, Glasgow Zuschauer: 7.351 Schiedsrichter: Ben Whitehouse (Wales) |

| 14. Dezember 2018 13:00 WEZ | Cardiff Blues   | 14 : 26 | Saracens | Cardiff Arms Park, Cardiff Zuschauer: 12.018 Schiedsrichter: Jérôme Garcès (Frankreich) |
| 14. Dezember 2018 13:00 WEZ | (14:13) Bericht |         |          | Cardiff Arms Park, Cardiff Zuschauer: 12.018 Schiedsrichter: Jérôme Garcès (Frankreich) |

| 13. Januar 2019 15:15 WEZ | Glasgow Warriors | 33 : 24 | Cardiff Blues | Scotstoun Stadium, Glasgow Zuschauer: 7.531 Schiedsrichter: JP Doyle (England) |
| 13. Januar 2019 15:15 WEZ | (14:5) Bericht   |         |               | Scotstoun Stadium, Glasgow Zuschauer: 7.531 Schiedsrichter: JP Doyle (England) |

| 13. Januar 2019 16:15 MEZ | Lyon Olympique Universitaire | 10 : 28 | Saracens | Matmut Stadium Gerland, Lyon Zuschauer: 13.031 Schiedsrichter: Andrew Brace (Irland) |
| 13. Januar 2019 16:15 MEZ | (3:14) Bericht               |         |          | Matmut Stadium Gerland, Lyon Zuschauer: 13.031 Schiedsrichter: Andrew Brace (Irland) |

| 19. Januar 2019 13:00 WEZ | Saracens        | 38 : 19 | Glasgow Warriors | Allianz Park, London Zuschauer: 10.000 Schiedsrichter: Pascal Gaüzère (Frankreich) |
| 19. Januar 2019 13:00 WEZ | (24:19) Bericht |         |                  | Allianz Park, London Zuschauer: 10.000 Schiedsrichter: Pascal Gaüzère (Frankreich) |

| 19. Januar 2019 13:00 WEZ | Cardiff Blues   | 33 : 14 | Lyon Olympique Universitaire | Cardiff Arms Park, Cardiff Zuschauer: 6.692 Schiedsrichter: Karl Dickson (England) |
| 19. Januar 2019 13:00 WEZ | (12:14) Bericht |         |                              | Cardiff Arms Park, Cardiff Zuschauer: 6.692 Schiedsrichter: Karl Dickson (England) |

### Gruppe 4
|    | Team             | Spiele | Siege | Unent. | Ndlg. | Spiel- punkte | Diff. | Bonus- punkte | Tabellen- punkte |
| -- | ---------------- | ------ | ----- | ------ | ----- | ------------- | ----- | ------------- | ---------------- |
| 1. | Racing 92        | 6      | 5     | 0      | 1     | 196:121       | + 75  | 6             | 26               |
| 2. | Ulster Rugby     | 6      | 5     | 0      | 1     | 131:128       | + 3   | 2             | 22               |
| 3. | Scarlets         | 6      | 1     | 0      | 5     | 145:170       | − 25  | 3             | 7                |
| 4. | Leicester Tigers | 6      | 1     | 0      | 5     | 115:168       | − 53  | 3             | 7                |

| 13. Oktober 2018 17:30 WESZ | Ulster Rugby  | 24 : 10 | Leicester Tigers | Kingspan Stadium, Belfast Zuschauer: 13.152 Schiedsrichter: Pascal Gaüzère (Frankreich) |
| 13. Oktober 2018 17:30 WESZ | (0:3) Bericht |         |                  | Kingspan Stadium, Belfast Zuschauer: 13.152 Schiedsrichter: Pascal Gaüzère (Frankreich) |

| 13. Oktober 2018 17:30 WESZ | Scarlets      | 13 : 14 | Racing 92 | Parc y Scarlets, Llanelli Zuschauer: 8.064 Schiedsrichter: Matthew Carley (England) |
| 13. Oktober 2018 17:30 WESZ | (3:7) Bericht |         |           | Parc y Scarlets, Llanelli Zuschauer: 8.064 Schiedsrichter: Matthew Carley (England) |

| 19. Oktober 2018 19:45 WESZ | Leicester Tigers | 45 : 27 | Scarlets | Welford Road Stadium, Leicester Zuschauer: 18.832 Schiedsrichter: Romain Poite (Frankreich) |
| 19. Oktober 2018 19:45 WESZ | (15:13) Bericht  |         |          | Welford Road Stadium, Leicester Zuschauer: 18.832 Schiedsrichter: Romain Poite (Frankreich) |

| 20. Oktober 2018 18:30 MESZ | Racing 92       | 44 : 12 | Ulster Rugby | Paris La Défense Arena, Nanterre Zuschauer: 13.168 Schiedsrichter: Nigel Owens (Wales) |
| 20. Oktober 2018 18:30 MESZ | (20:12) Bericht |         |              | Paris La Défense Arena, Nanterre Zuschauer: 13.168 Schiedsrichter: Nigel Owens (Wales) |

| 7. Dezember 2018 19:45 WEZ | Scarlets        | 24 : 25 | Ulster Rugby | Parc y Scarlets, Llanelli Zuschauer: 7.421 Schiedsrichter: Alexandre Ruiz (Frankreich) |
| 7. Dezember 2018 19:45 WEZ | (10:13) Bericht |         |              | Parc y Scarlets, Llanelli Zuschauer: 7.421 Schiedsrichter: Alexandre Ruiz (Frankreich) |

| 9. Dezember 2018 16:15 MEZ | Racing 92       | 36 : 26 | Leicester Tigers | Paris La Défense Arena, Nanterre Zuschauer: 16.538 Schiedsrichter: Nigel Owens (Wales) |
| 9. Dezember 2018 16:15 MEZ | (26:14) Bericht |         |                  | Paris La Défense Arena, Nanterre Zuschauer: 16.538 Schiedsrichter: Nigel Owens (Wales) |

| 14. Dezember 2018 19:45 WEZ | Ulster Rugby   | 30 : 15 | Scarlets | Kingspan Stadium, Belfast Zuschauer: 12.124 Schiedsrichter: Luke Pearce (England) |
| 14. Dezember 2018 19:45 WEZ | (10:3) Bericht |         |          | Kingspan Stadium, Belfast Zuschauer: 12.124 Schiedsrichter: Luke Pearce (England) |

| 16. Dezember 2018 13:00 WEZ | Leicester Tigers | 11 : 34 | Racing 92 | Welford Road Stadium, Leicester Zuschauer: 19.909 Schiedsrichter: George Clancy (Irland) |
| 16. Dezember 2018 13:00 WEZ | (11:24) Bericht  |         |           | Welford Road Stadium, Leicester Zuschauer: 19.909 Schiedsrichter: George Clancy (Irland) |

| 12. Januar 2019 15:15 WEZ | Ulster Rugby    | 26 : 22 | Racing 92 | Kingspan Stadium, Belfast Zuschauer: 16.842 Schiedsrichter: Andrew Jackson (England) |
| 12. Januar 2019 15:15 WEZ | (16:10) Bericht |         |           | Kingspan Stadium, Belfast Zuschauer: 16.842 Schiedsrichter: Andrew Jackson (England) |

| 12. Januar 2019 17:30 WEZ | Scarlets       | 33 : 10 | Leicester Tigers | Parc y Scarlets, Llanelli Zuschauer: 8.087 Schiedsrichter: Thomas Charabas (Frankreich) |
| 12. Januar 2019 17:30 WEZ | (12:0) Bericht |         |                  | Parc y Scarlets, Llanelli Zuschauer: 8.087 Schiedsrichter: Thomas Charabas (Frankreich) |

| 19. Januar 2019 15:15 WEZ | Leicester Tigers | 13 : 14 | Ulster Rugby | Welford Road Stadium, Leicester Zuschauer: 20.146 Schiedsrichter: Alexandre Ruiz (Frankreich) |
| 19. Januar 2019 15:15 WEZ | (10:0) Bericht   |         |              | Welford Road Stadium, Leicester Zuschauer: 20.146 Schiedsrichter: Alexandre Ruiz (Frankreich) |

| 19. Januar 2019 16:15 WEZ | Racing 92       | 46 : 33 | Scarlets | Paris La Défense Arena, Nanterre Zuschauer: 14.418 Schiedsrichter: Andrew Brace (Irland) |
| 19. Januar 2019 16:15 WEZ | (15:16) Bericht |         |          | Paris La Défense Arena, Nanterre Zuschauer: 14.418 Schiedsrichter: Andrew Brace (Irland) |

### Gruppe 5
|    | Team                      | Spiele | Siege | Unent. | Ndlg. | Spiel- punkte | Diff. | Bonus- punkte | Tabellen- punkte |
| -- | ------------------------- | ------ | ----- | ------ | ----- | ------------- | ----- | ------------- | ---------------- |
| 1. | Edinburgh Rugby           | 6      | 5     | 0      | 1     | 154:83        | + 71  | 3             | 23               |
| 2. | Montpellier Hérault Rugby | 6      | 3     | 0      | 3     | 158:116       | + 42  | 4             | 16               |
| 3. | RC Toulon                 | 6      | 2     | 0      | 4     | 134:180       | − 46  | 2             | 10               |
| 4. | Newcastle Falcons         | 6      | 2     | 0      | 4     | 102:169       | - 67  | 1             | 9                |

| 13. Oktober 2018 16:15 MESZ | Montpellier Hérault Rugby | 21 : 15 | Edinburgh Rugby | GGL Stadium, Montpellier Zuschauer: 10.450 Schiedsrichter: Wayne Barnes (England) |
| 13. Oktober 2018 16:15 MESZ | (21:10) Bericht           |         |                 | GGL Stadium, Montpellier Zuschauer: 10.450 Schiedsrichter: Wayne Barnes (England) |

| 14. Oktober 2018 16:15 MESZ | RC Toulon       | 25 : 26 | Newcastle Falcons | Stade Mayol, Toulon Zuschauer: 13.572 Schiedsrichter: Ben Whitehouse (Wales) |
| 14. Oktober 2018 16:15 MESZ | (15:16) Bericht |         |                   | Stade Mayol, Toulon Zuschauer: 13.572 Schiedsrichter: Ben Whitehouse (Wales) |

| 20. Oktober 2018 15:15 WESZ | Edinburgh Rugby | 40 : 14 | RC Toulon | Murrayfield Stadium, Edinburgh Zuschauer: 7.056 Schiedsrichter: JP Doyle (England) |
| 20. Oktober 2018 15:15 WESZ | (26:7) Bericht  |         |           | Murrayfield Stadium, Edinburgh Zuschauer: 7.056 Schiedsrichter: JP Doyle (England) |

| 21. Oktober 2018 13:00 WESZ | Newcastle Falcons | 23 : 20 | Montpellier Hérault Rugby | Kingston Park, Newcastle upon Tyne Zuschauer: 6.383 Schiedsrichter: Mike Adamson (Schottland) |
| 21. Oktober 2018 13:00 WESZ | (16:6) Bericht    |         |                           | Kingston Park, Newcastle upon Tyne Zuschauer: 6.383 Schiedsrichter: Mike Adamson (Schottland) |

| 7. Dezember 2018 19:45 WEZ | Edinburgh Rugby | 31 : 13 | Newcastle Falcons | Murrayfield Stadium, Edinburgh Zuschauer: 6.803 Schiedsrichter: Marius Mitrea (Italien) |
| 7. Dezember 2018 19:45 WEZ | (10:13) Bericht |         |                   | Murrayfield Stadium, Edinburgh Zuschauer: 6.803 Schiedsrichter: Marius Mitrea (Italien) |

| 8. Dezember 2018 16:15 MEZ | RC Toulon      | 38 : 28 | Montpellier Hérault Rugby | Stade Mayol, Toulon Zuschauer: 11.439 Schiedsrichter: Luke Pearce (England) |
| 8. Dezember 2018 16:15 MEZ | (13:7) Bericht |         |                           | Stade Mayol, Toulon Zuschauer: 11.439 Schiedsrichter: Luke Pearce (England) |

| 16. Dezember 2018 15:15 WEZ | Newcastle Falcons | 8 : 21 | Edinburgh Rugby | Kingston Park, Newcastle upon Tyne Zuschauer: 7.174 Schiedsrichter: Alexandre Ruiz (Frankreich) |
| 16. Dezember 2018 15:15 WEZ | (8:6) Bericht     |        |                 | Kingston Park, Newcastle upon Tyne Zuschauer: 7.174 Schiedsrichter: Alexandre Ruiz (Frankreich) |

| 16. Dezember 2018 16:15 MEZ | Montpellier Hérault Rugby | 34 : 13 | RC Toulon | GGL Stadium, Montpellier Zuschauer: 7.800 Schiedsrichter: John Lacey (Irland) |
| 16. Dezember 2018 16:15 MEZ | (15:6) Bericht            |         |           | GGL Stadium, Montpellier Zuschauer: 7.800 Schiedsrichter: John Lacey (Irland) |

| 12. Januar 2019 14:00 MEZ | Montpellier Hérault Rugby | 45 : 8 | Newcastle Falcons | GGL Stadium, Montpellier Zuschauer: 7.923 Schiedsrichter: Marius Mitrea (Italien) |
| 12. Januar 2019 14:00 MEZ | (12:3) Bericht            |        |                   | GGL Stadium, Montpellier Zuschauer: 7.923 Schiedsrichter: Marius Mitrea (Italien) |

| 12. Januar 2019 18:30 MEZ | RC Toulon      | 17 : 28 | Edinburgh Rugby | Stade Mayol, Toulon Zuschauer: 13.096 Schiedsrichter: Wayne Barnes (England) |
| 12. Januar 2019 18:30 MEZ | (12:8) Bericht |         |                 | Stade Mayol, Toulon Zuschauer: 13.096 Schiedsrichter: Wayne Barnes (England) |

| 18. Januar 2019 19:45 WEZ | Newcastle Falcons | 24 : 27 | RC Toulon | Kingston Park, Newcastle upon Tyne Zuschauer: 6.694 Schiedsrichter: Daniel Jones (Wales) |
| 18. Januar 2019 19:45 WEZ | (10:17) Bericht   |         |           | Kingston Park, Newcastle upon Tyne Zuschauer: 6.694 Schiedsrichter: Daniel Jones (Wales) |

| 18. Januar 2019 19:45 WEZ | Edinburgh Rugby | 19 : 10 | Montpellier Hérault Rugby | Murrayfield Stadium, Edinburgh Zuschauer: 11.802 Schiedsrichter: JP Doyle (England) |
| 18. Januar 2019 19:45 WEZ | (9:7) Bericht   |         |                           | Murrayfield Stadium, Edinburgh Zuschauer: 11.802 Schiedsrichter: JP Doyle (England) |

## K.-o.-Runde

### Setzliste
1. Saracens
2. Racing 92
3. Leinster Rugby
4. Edinburgh Rugby
5. Munster Rugby
6. Ulster Rugby
7. Stade Toulousain
8. Glasgow Warriors

### Viertelfinale
| 30. März 2019 12:45 WEZ | Edinburgh Rugby                                                                           | 13 : 17        | Munster Rugby                                                                                             | Murrayfield Stadium, Edinburgh Zuschauer: 36.358 Schiedsrichter: Pascal Gaüzère (Frankreich) |
| 30. März 2019 12:45 WEZ | Versuche: Dean 26. erh. Erhöhungen: van der Walt (1/1) Straftritte: van der Walt 35., 50. | (10:7) Bericht | Versuche: Earls 18. erh., 70. erh. Erhöhungen: Carbery (1/1) Bleyendaal (1/1) Straftritte: Bleyendaal 46. | Murrayfield Stadium, Edinburgh Zuschauer: 36.358 Schiedsrichter: Pascal Gaüzère (Frankreich) |

| 30. März 2019 15:15 WEZ | Saracens | 56 : 27         | Glasgow Warriors | Allianz Park, London Zuschauer: 10.997 Schiedsrichter: Nigel Owens (Wales) |
| 30. März 2019 15:15 WEZ | Versuche: Williams 4. erh., 48. erh. Strettle 25. n. erh., 56. erh. Barritt 29. erh. George 62. erh. Tompkins 70. erh. Erhöhungen: Lozowski (6/7) Straftritte: Lozowski 14., 42., 54. | (22:13) Bericht | Versuche: Price 1. erh. George Horne 66. erh. Fagerson 80. erh. Erhöhungen: Hastings (3/3) Straftritte: Hastings 32., 37. | Allianz Park, London Zuschauer: 10.997 Schiedsrichter: Nigel Owens (Wales) |

| 30. März 2019 17:45 WEZ | Leinster Rugby                                                                                                  | 21 : 18         | Ulster Rugby                                                                                           | Aviva Stadium, Dublin Zuschauer: 51.700 Schiedsrichter: Romain Poite (Frankreich) |
| 30. März 2019 17:45 WEZ | Versuche: R. Byrne 10. n. erh. A. Byrne 53. erh. Erhöhungen: R. Byrne (1/2) Straftritte: R. Byrne 30., 34., 71. | (11:13) Bericht | Versuche: Treadwell 5. erh. Marshall 63. n. erh. Erhöhungen: Cooney (1/2) Straftritte: Cooney 21., 38. | Aviva Stadium, Dublin Zuschauer: 51.700 Schiedsrichter: Romain Poite (Frankreich) |

| 31. März 2019 16:15 MESZ | Racing 92                                                                                                   | 21 : 22         | Stade Toulousain | Paris La Défense Arena, Paris Zuschauer: 26.092 Schiedsrichter: Luke Pearce (England) |
| 31. März 2019 16:15 MESZ | Versuche: Thomas 18. erh. Chat 73. n. erh. Erhöhungen: Machenaud (1/2) Straftritte: Machenaud 13., 48., 54. | (10:19) Bericht | Versuche: Dupont 6. erh., 35. erh. Médard 30. n. erh. Erhöhungen: Holmes (1/1) Ntamack (1/2) Straftritte: Ramos 67. | Paris La Défense Arena, Paris Zuschauer: 26.092 Schiedsrichter: Luke Pearce (England) |

### Halbfinale
| 20. April 2019 16:00 WESZ | Saracens | 32 : 16        | Munster Rugby                                                                                   | Ricoh Arena, Coventry Zuschauer: 16.235 Schiedsrichter: Jérôme Garcés (Frankreich) |
| 20. April 2019 16:00 WESZ | Versuche: Rhodes 42. erh. Vunipola 71. erh. Erhöhungen: Farrell 2/2 Straftritte: Farrell 1., 17., 26., 40., 47., 53. | (12:9) Bericht | Versuche: Sweetnam 60. erh. Erhöhungen: Hanrahan 1/1 Straftritte: Bleyendaal 9., 30. Murray 36. | Ricoh Arena, Coventry Zuschauer: 16.235 Schiedsrichter: Jérôme Garcés (Frankreich) |

| 21. April 2019 16:15 WESZ | Leinster Rugby | 30 : 12        | Stade Toulousain                            | Aviva Stadium, Dublin Zuschauer: 42.916 Schiedsrichter: Wayne Barnes (England) |
| 21. April 2019 16:15 WESZ | Versuche: Lowe 13. erh. L. McGrath 25. erh. Fardy 52. erh. Erhöhungen: Sexton 3/3 Straftritte: Sexton 10., 65. R. Byrne 77. | (17:6) Bericht | Straftritte: Ramos 5., 30., 44. Ntamack 59. | Aviva Stadium, Dublin Zuschauer: 42.916 Schiedsrichter: Wayne Barnes (England) |

### Finale
| 11. Mai 2019 17:00 WESZ | Leinster Rugby                                                      | 10 : 20         | Saracens                                                                                           | St. James’ Park, Newcastle upon Tyne Zuschauer: 51.930 Schiedsrichter: Jérôme Garcès (Frankreich) |
| 11. Mai 2019 17:00 WESZ | Versuche: Furlong 31. Erhöhungen: Sexton 33. Straftritte: Sexton 3. | (10:10) Bericht | Versuche: Maitland 40.+2 Vunipola 66. Erhöhungen: Farrell 40.+4, 67. Straftritte: Farrell 38., 58. | St. James’ Park, Newcastle upon Tyne Zuschauer: 51.930 Schiedsrichter: Jérôme Garcès (Frankreich) |

| 15                 | Rob Kearney     |     |
| 14                 | Jordan Larmour  |     |
| 13                 | Garry Ringrose  |     |
| 12                 | Robbie Henshaw  |     |
| 11                 | James Lowe      |     |
| 10                 | Jonathan Sexton |     |
| 09                 | Luke McGrath    |     |
| 08                 | Jack Conan      |     |
| 07                 | Sean O’Brien    | 61. |
| 06                 | Scott Fardy     |     |
| 05                 | James Ryan      |     |
| 04                 | Devin Toner     | 74. |
| 03                 | Tadhg Furlong   | 69. |
| 02                 | Seán Cronin     | 50. |
| 01                 | Cian Healy      | 61. |
| Auswechselspieler: |                 |     |
| 16                 | James Tracy     | 50. |
| 17                 | Jack McGrath    | 61. |
| 18                 | Michael Bent    | 69. |
| 19                 | Rhys Ruddock    | 61. |
| 20                 | Max Deegan      | 74. |
| 21                 | Hugh O’Sullivan |     |
| 22                 | Ross Byrne      |     |
| 23                 | Rory O’Loughlin |     |
| Trainer:           |                 |     |
| Leo Cullen         |                 |     |

| 15                 | Alex Goode           |     |
| 14                 | Liam Williams        |     |
| 13                 | Alex Lozowski        |     |
| 12                 | Brad Barritt         |     |
| 11                 | Sean Maitland        |     |
| 10                 | Owen Farrell         |     |
| 09                 | Ben Spencer          | 55. |
| 08                 | Billy Vunipola       | 74. |
| 07                 | Jackson Wray         |     |
| 06                 | Maro Itoje           |     |
| 05                 | George Kruis         |     |
| 04                 | Will Skelton         | 61. |
| 03                 | Titi Lamositele      | 29. |
| 02                 | Jamie George         |     |
| 01                 | Mako Vunipola        | 29. |
| Auswechselspieler: |                      |     |
| 16                 | Joe Gray             |     |
| 17                 | Richard Barrington   | 29. |
| 18                 | Vincent Koch         | 29. |
| 19                 | Nick Isiekwe         | 61. |
| 20                 | Schalk Burger        | 74. |
| 21                 | Richard Wigglesworth | 55. |
| 22                 | Nick Tompkins        |     |
| 23                 | David Strettle       |     |
| Trainer:           |                      |     |
| Mark McCall        |                      |     |

## Statistik
Quelle: epcrugby.com

### Meiste erzielte Versuche
|    | Name            | Versuche | Verein                    |
| -- | --------------- | -------- | ------------------------- |
| 1. | Seán Cronin     | 6        | Leinster Rugby            |
| 1. | Jacob Stockdale | 6        | Ulster Rugby              |
| 3. | Antoine Dupont  | 5        | Stade Toulousain          |
| 3. | Steff Evans     | 5        | Scarlets                  |
| 3. | Juan Imhoff     | 5        | Racing 92                 |
| 3. | Henry Immelman  | 5        | Montpellier Hérault Rugby |
| 3. | Sean Maitland   | 5        | Saracens                  |
| 3. | Simon Zebo      | 5        | Racing 92                 |

### Meiste erzielte Punkte
|    | Name              | Punkte | Verein           |
| -- | ----------------- | ------ | ---------------- |
| 1. | Owen Farrell      | 89     | Saracens         |
| 2. | Jaco van der Walt | 73     | Edinburgh Rugby  |
| 3. | Thomas Ramos      | 72     | Stade Toulousain |
| 4. | Joey Carbery      | 70     | Munster Rugby    |
| 5. | Adam Hastings     | 61     | Glasgow Warriors |